# Luisa Corna
Luisa Corna (Palazzolo sull'Oglio, 2 dicembre 1965) è una cantante, conduttrice televisiva, attrice ed ex modella italiana.
Come cantante ha partecipato al Festival di Sanremo 2002 in coppia con Fausto Leali con il brano Ora che ho bisogno di te, classificandosi al quarto posto. Ha inoltre pubblicato tre dischi. Come conduttrice televisiva ha condotto, fra gli altri, i programmi Tira & Molla, Notti mondiali, Sì sì è proprio lui, Sognando Las Vegas e Domenica in; come attrice ha recitato nel film Al momento giusto di Giorgio Panariello, nella fiction Ho sposato uno sbirro e in teatro al fianco di Giorgio Albertazzi nello spettacolo Nell'Odissea.

## Biografia

### Gli esordi
Inizia la sua carriera studiando canto e solfeggio, prima al C.P.M. (Centro Professione Musica) di Milano e successivamente con vari insegnanti privati. A diciotto anni si trasferisce a Milano dove conosce il gruppo musicale "Tequila Band", con il quale collaborerà per molti anni sperimentando vari generi musicali. Oltre alla scuola di canto, sempre a Milano, inizia a studiare dizione e recitazione prima al C.T.A. (Centro Teatro Attivo) e in seguito presso il C.S.A. (Centro Studio Attori).
Nello stesso periodo collabora con l'Agenzia "Fashion Model Management" sfilando per Dolce & Gabbana, Mariella Burani e Missoni, e posando per fotografi come Fabrizio Ferri e Helmut Newton, comparendo anche in alcuni spot pubblicitari sia in Italia sia all'estero. Nel 1991 ha partecipato al Festival di Castrocaro per i giovani talenti, arrivando seconda con il brano Dove vanno a finire gli amori, scritto da Depsa. Nel 1996 prende parte come modella all'iniziativa Non solo corpo - Una top per la cultura all'interno della trasmissione L'altra edicola in onda su Rai 2.

### Il successo
Nel biennio 1997-98 è stata cantante fissa di Domenica in e nel 1998 ha affiancato Giampiero Ingrassia nella conduzione di Tira & Molla, programma che l'ha vista anche nella veste di cantante. Sempre nel 1997 ha fatto un'apparizione nel ruolo della dea Kālī nel film Nirvana di Gabriele Salvatores. Dal 1999 al 2002 è stata la presenza femminile fissa nel programma sportivo Controcampo, accanto a Sandro Piccinini. Nell'estate del 2000, in occasione degli Europei di calcio, è approdata sul sito web Canale Sport, presentando i servizi e le iniziative del portale dedicato agli Europei. La sera del 6 luglio dello stesso anno ha preso invece parte come intervistatrice a bordo campo dell'evento sportivo di beneficenza Una partita per vivere, in onda in prima serata su Italia 1; un ruolo rivestito anche la sera del 7 settembre in prima serata per il Trofeo del ventennale di Canale 5 nel quale si sfidano la squadra del Milan e della Roma. Il 29 novembre 2000 ha condotto dal Teatro Ariston la serata evento Sanremo si nasce, insieme con Michele Cucuzza. Nello stesso appare al cinema nel film Al momento giusto, di e con Giorgio Panariello, nel ruolo della bella fotoreporter Lara.
Nel 2002 ha partecipato, come cantante in gara in coppia con Fausto Leali, al Festival di Sanremo 2002 con la canzone Ora che ho bisogno di te, classificandosi al quarto posto, e ha condotto dapprima Notti Mondiali, insieme con Marco Mazzocchi e Gian Piero Galeazzi, poi Sì sì è proprio lui, varietà per la regia di Pier Francesco Pingitore dedicato alla scoperta di nuovi comici e imitatori. Nel 2003 riceve il Premio Regia Televisiva per il personaggio rivelazione dell'anno. Sono state ancora sue le conduzioni delle edizioni dal 2002 al 2006 di Napoli prima e dopo, programma musicale dedicato alla musica partenopea; di Sognando Las Vegas nel 2003, varietà televisivo del sabato sera in sette puntate nel quale ha duettato con personaggi del calibro di Dionne Warwick, Gloria Gaynor e Salomon Burke; del premio Grolla d'oro, in onda su Rai 1 da Saint-Vincent.
Giorgio Albertazzi nel 2004 l'ha voluta nel ruolo della maga Circe in una versione teatrale dell'Odissea, in cui ha dato la voce anche ai canti delle sirene. Nello stesso anno ha prestato la sua voce anche al personaggio di Lola in Shark Tale, che nella versione originale è doppiato da Angelina Jolie. Ha condotto: nel 2004, 2005 e 2007 su Rai 1 il Premio Barocco; nel 2005, dal teatro di Taormina, La Kore, kermesse dedicata ai stilisti italiani, in coppia con Valeria Marini; e ancora nel 2005 il David di Donatello, insieme a Mike Bongiorno.
Il 31 marzo 2006 è uscito il suo primo disco, intitolato Acqua futura, contenente undici canzoni, tra cui la title track scritta con Gatto Panceri, L'ultima luna scritta da Renato Zero e Santa vita cover di St Teresa di Joan Osborne. Nell'edizione 2006-07 entra nel cast di Domenica in… L'arena dove duetta con numerosi cantanti in uno spazio canoro all'interno del programma. Nelle successive edizioni 2007-08 e 2008-09 tale momento musicale viene spostato all'interno del segmento Domenica in… Rosa. Sempre nel 2006, sull'isola di Lampedusa, canta al concerto del festival musicale "O'Shià" organizzato da Claudio Baglioni. Mentre con Tony Hadley, il frontman degli Spandau Ballet, incide l'opera musicale "I miss you", colonna sonora del film "Russian Beauty". Inoltre, l'incontro delle loro voci darà vita a un'inedita versione dello storico brano del cantante inglese "Through the barricades". Nello stesso periodo ha recitato con Flavio Insinna nelle due stagioni della fiction di Rai 1 Ho sposato uno sbirro trasmesse nel 2008 e 2010, nel ruolo del pubblico ministero Lorenza Alfieri. 
Nel 2007 partecipa al Gran galà dello Zecchino d'Oro, in diretta su Rai 1 dall'Antoniano di Bologna, cantando Lo scriverò nel vento, brano classificatosi al secondo posto. Nelle estati dal 2007 al 2010 è in giro per l'Italia con il tour Acqua futura, in cui oltre ai suoi brani propone canzoni attinte dal repertorio di artisti con i quali ha collaborato. Nella stagione 2010-2011 è protagonista del musical Pirates, con la regia di Maurizio Colombi. Durante le festività del Natale 2011 e 2012, si esibisce in un tour di dieci concerti nelle chiese della capitale, un incontro che unisce alcuni classici del gospel ai canti religiosi. Nel novembre 2010 pubblica il suo secondo album Non si vive in silenzio, contenente 2 sillabe, brano suonato da Alex Britti, e diverse cover tra cui la title track di Gino Paoli e Corri e vai, versione italiana di Run Baby Run di Sheryl Crow. Il disco è pubblicato dall'etichetta discografica Joe&Joe.

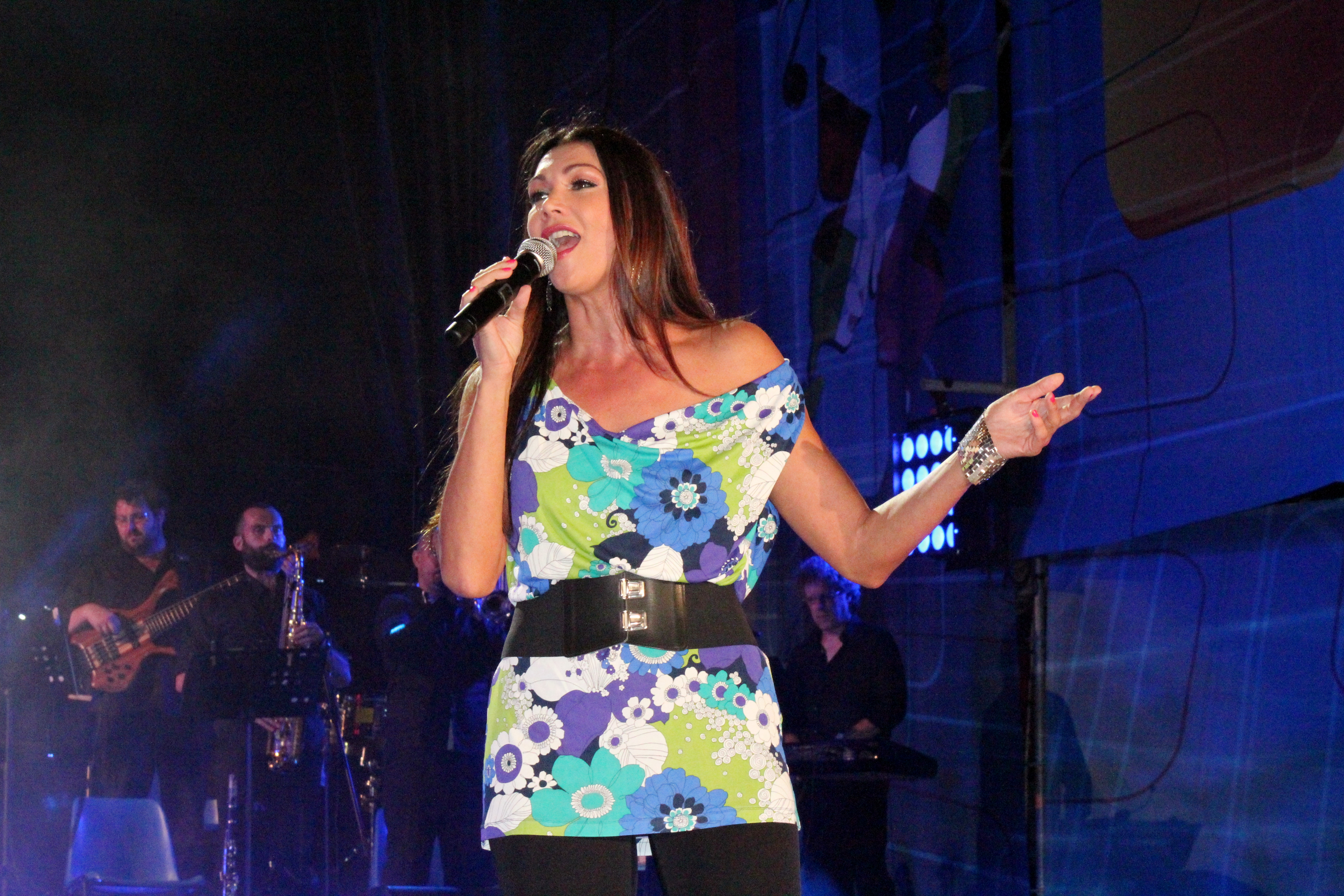
Luisa Corna alla tappa di Rosolina Mare (Rovigo), del Festival Show 2013

Nel 2012 partecipa al talent di Rai 1 Tale e quale show nelle vesti di Renato Zero (prima puntata), Mina (seconda puntata), Whitney Houston (terza puntata) e Liza Minnelli (quarta e ultima puntata); nell'autunno dello stesso anno partecipa al torneo dei campioni del programma interpretando Amii Stewart (prima puntata), Mariah Carey (seconda puntata) e Rita Pavone (terza puntata), mentre nella quarta e ultima puntata riprende le vesti di Whitney Houston. Durante le festività natalizie del 2012 e del 2013, in alcune chiese e carceri laziali, tiene alcuni concerti proponendo un repertorio musicale che unisce i classici del gospel americano ai canti religiosi italiani. Nel 2013 esce il CD "Capo Verde terra d'amore", un progetto musicale che raccoglie canzoni del repertorio capoverdiano adattate in lingua italiana. Nelle estati 2011-12-13 ha realizzato il tour Non si vive in silenzio. Nel 2013 viene scelta per la conduzione di Festival Show, spettacolo itinerante di Radio Birikina e Radio Bella & Monella che da giugno a settembre ha toccato le principali località del triveneto con spettacolo finale a Verona in piazza Bra. Dal 2013 al 2017 Luisa si esibisce al Teatro Manzoni di Milano con lo spettacolo di musica e comicità "Derby Cabaret" ideato da Maurizio Colombi. Durante le festività natalizie del 2014 la cantante partecipa al concerto "Pacem in terris" dedicato a papa Francesco.
Nel 2016 torna in televisione prendendo parte come cantante a Il grande match, programma di Rai 1 realizzato in occasione del Campionato europeo di calcio 2016. Nello stesso anno è protagonista della mostra fotografica "Love me Love me not" esposta a Londra e a Beirut. Gli scatti del fotografo libanese Nijad Abdul Massih esprimono un messaggio contro la violenza sulle donne dall'Occidente al Medio Oriente. A fine 2016, incide con il tenore latino-americano Joaquin Iglesias il brano "Tu così mi ucciderai", scritta e prodotta dal pluripremiato maestro Daniel Victor. A giugno 2017 esce "Angolo di cielo", scritto dalla stessa artista in collaborazione con Marco Colavecchio, Michele Pio Ledda e Gabriele Oggiano. Nella stessa estate collabora al progetto musicale "Prometheus e Pandora" di Sananda Maitreya. In seguito a questo progetto musicale, nel 2018, vive una stagione intensa di live. Infatti, oltre al suo tour estivo dal titolo "Angolo di cielo", collabora anche nel nuovo tour italiano di Sananda Maitreya "The Fallen e Angel Tour". L'8 marzo del 2018, in onore di tutte le donne, pubblica il nuovo singolo "Col tempo imparerò", l'ultimo brano cantato da Mia Martini e uscito postumo alla sua scomparsa. 
Nel 2019 pubblica il libro Tofu e la magia dell'arcobaleno arricchito dalla collaborazione di Annalisa Minetti e inoltre prenderà vita un nuovo tour estivo decisamente innovativo con la Big Band Dolphin J. Orchestra, un organico che vanta diciassette musicisti diretti dal Maestro Massimiliano Bucci. Nel 2021 viene alla luce il suo terzo album dal titolo "Le cose vere", con l'uscita dei due singoli: "Senza un noi", di Riccardo Brizi con l'arrangiamento di Cesare Chiodo, e "Come un uomo", scritto da Luisa e Riccardo Brizi. Sempre nel 2021 presta la sua voce nel cortometraggio "La vita... il dono dei doni" sulle manovre salvavita girato presso l'Università Campus Bio-Medico di Roma. Nel 2022, oltre al consueto Tour estivo prende parte, insieme con Annalisa Minetti, all'Hit Parade Summer Tour di Marcello Cirillo e Demo Morselli. Nel 2024 prende parte al talent di Rai 1 Tale e quale show - Sanremo, mentre la sera dell'8 marzo 2025 è in gara al San Marino Song Contest 2025 con il brano Il giorno giusto.

## Vita privata
È stata fidanzata dal 1989 al 1999 con l'ex calciatore dell'Inter Aldo Serena, poi per un anno con il cantante Alex Britti e successivamente con l'attore e modello Valerio Foglia Manzillo. Si è poi fidanzata con Stefano Giovino, un ufficiale dei carabinieri che, dopo nove anni dal fidanzamento, ha sposato a Brescia il 9 settembre 2023. Dopo aver vissuto a Brindisi, adesso la coppia vive a Livorno. 

## Discografia

### Album
- 2006 – Acqua futura
- 2010 – Non si vive in silenzio
- 2021 – Le cose vere

### Singoli
- 1992 – Dove vanno a finire gli amori
- 2002 – Ora che ho bisogno di te (con Fausto Leali)
- 2005 – Colpa mia
- 2005 – Soli (Sentimenti Fragili)
- 2010 – 2 sillabe featuring Alex Britti
- 2011 – Non si vive in silenzio
- 2013 – Tutto e niente
- 2018 – Col tempo imparerò
- 2019 – Un posto c'è
- 2021 – Senza un noi
- 2021 – Come un uomo
- 2024 – Il giorno giusto

## Programmi TV
- Festival di Castrocaro (Rai 1, 1991, 2005)[25]
- Domenica in (Rai 1, 1997-1998, 2005-2009)
- Tira & Molla (Canale 5, 1998)
- Controcampo (Italia 1, 1999-2002)
- Una partita per vivere (Italia 1, 2000) Inviata
- Milan - Roma: Trofeo del ventennale di Canale 5 (Canale 5, 2000) Inviata
- Sanremo si nasce (Rai 1, 2000)
- Festival di Sanremo 2002 Cantante in gara
- Notti mondiali (Rai 1, 2002)
- Sì sì è proprio lui (Rai 1, 2002)
- Napoli prima e dopo (Rai 1, 2002-2006)
- Campioni per Sempre (Rai 1, 2002-2003)
- Sognando Las Vegas (Rai 1, 2003)
- Circeo Mare e Moda (Rai 2, 2003)
- Calciomanager (Rai 2, 2003)
- La Notte dei Campioni (Rai 1, 2003)
- La Grande Notte (Rai 2, 2003)
- TeleGrolle (Rai Sat Premium, 2003)
- Premio Barocco (Rai 1, 2004-2005, 2007)
- Dove vai in vacanza? - Gran Galà del turismo[26] (Rai 2, 2005)
- La partita del cuore (Rai 1, 2005)
- La Kore - Oscar della Moda (Rai 1, 2005-2006)
- Le Grolle d'Oro (Rai 1, 2005)
- David di Donatello (Rai 1, 2005)
- Zecchino d'Oro (Rai 1, 2005)
- Latina – Moda e Spettacolo (Rai 1, 2006)
- Gran galà dello Zecchino d'Oro (Rai 1, 2007) Concorrente
- X Factor (Rai 1, 2009) Inviata finale
- Tale e quale show (Rai 1, 2012) Concorrente
- Tale e quale show - Il torneo (Rai 1, 2012) Concorrente
- Il grande match (Rai 1, 2016)
- Tale e quale Sanremo (Rai 1, 2024) Concorrente
- San Marino Song Contest 2025 (San Marino RTV, 2025) Cantante in gara

## Filmografia

### Attrice
- Nirvana, regia di Gabriele Salvatores (1997)
- Al momento giusto, regia di Giorgio Panariello e Gaia Gorrini (2000)
- Ho sposato uno sbirro – serie TV, 30 episodi (2008-2010)

### Doppiatrice
- Shark Tale, regia di Bibo Bergeron, Vicky Jenson e Rob Letterman (2004) - voce italiana di Lola

## Teatro
- Nell'Odissea, di Giorgio Albertazzi. Teatro Antico di Pompei (2004) - Ruolo: Maga Circe e voce dei canti delle Sirene

## Pubblicità
- Tv color Panasonic (1986)
- Fiat Uno (1991)
- Dentifricio BlanX (1993)
- Calze e collant MyHose (1994)
- Canta Tu Cd Video Karaoke (Gruppo Giochi Preziosi) (2001)
- Allarme Logisty (2002)